# Monte (Alentejo)

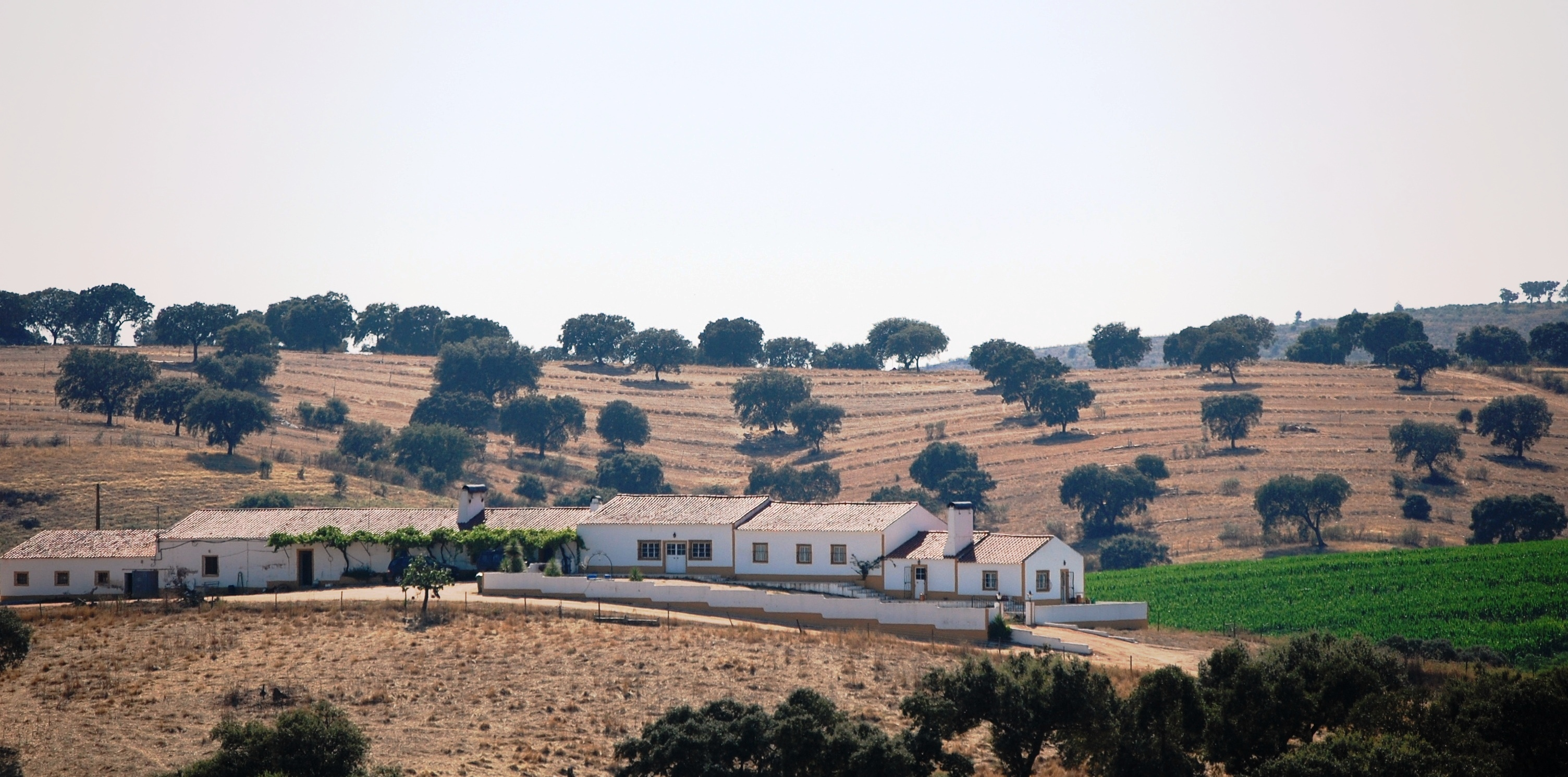
Um monte típico

Chama-se monte alentejano à propriedade rural, mais ou menos extensa, e respectivas instalações. No sentido restrito, o termo é também aplicado apenas ao conjunto da moradia e dependências do proprietário ou lavrador. Estas casas ficam normalmente situadas no alto de uma elevação, sobressaindo na planície alentejana.

## História e descrição
O Monte Alentejano consistia num conjunto de várias estruturas ligadas à produção rural, construídas segundo um esquema de arquitectura de terra, onde foram utilizados os materiais da área em que se situam. O local de implantação era rigorosamente escolhido tendo em vista vários atributos, como a orientação em relação ao nascimento do Sol, e a presença de recursos aquáticos, tanto no subsolo como à superfície. O monte era a unidade central da herdade, em torno do qual se articulavam os vários processos de produção agrícola. Uma das principais funções do monte era a residencial, servindo por vezes de habitação a uma família, como sucedeu com a Casa Museu Manuel Chainho, em Santa Margarida da Serra, no concelho de Grândola. As casas estavam organizadas em várias divisões, com uma chaminé de grandes dimensões no compartimento principal. As janelas normalmente eram de reduzidas dimensões.

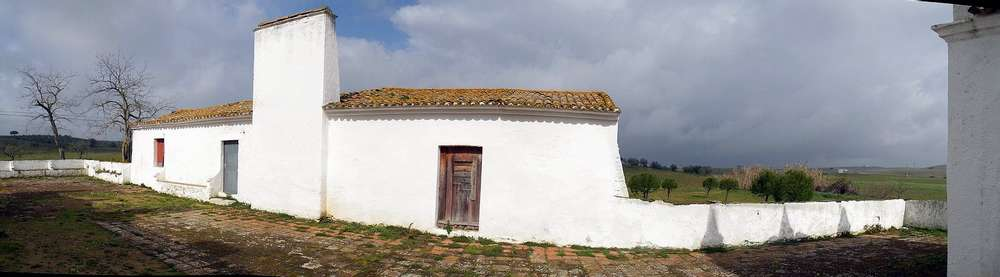
Casa numa quinta alentejana, com vários elementos típicos da região, como a possante chaminé e o conjunto de bancos, um deles adossado à parede.

No artigo Chaminés de Portugal, publicado em 1929 na revista Alma Nova, Luís Chaves faz uma descrição dos interiores e das chaminés nas casas da região: «Na casa rural do Alentejo, a cozinha é a sala nobre: enfeita-se garrida com a louça popular da provincia, entre a qual aparecem os «pratos velhos», alguns sem valimento que não seja o de terem sido dos pais ou do avós, e que são apontados como relíquias. Tem os armários rendados, de rótulos verdes, a louça de arame (de estanho, mas principalmente de cobre), a estanheira, escaparate com a louça de estanho, a cantareira ou pial, o poial de «pedra-mar» com as quartas de Estremôz, do Redondo ou de Viana-do-Alentejo, vendidas mais o outro vasilhame nas cargas ambulantes, de aldeia em aldeia, em ceirões e alforges de esparto ao lombo dos machos, ou nos típicos carros alentejanos de «molas-de-azinho». A um canto da cozinha está a chaminé. Aqui é um pormenor, como a arca ali a um canto, a mesa no meio da parede, e os armários aqui e ali. No Norte é o objecto principal, o que não admira onde há o culto familiar do fogo a maior parte do ano, e o não menor nem menos duradouro prazer da mesa à lareira. [...] O lar no Sul é raso, não em estrado ou banqueta, por vezes bem alto, de Trás-os-Montes; num ressalto, na frente, no pano da chaminé, uma estante lisa de tijolo forma a prateira, onde se expôem os pratos mais berrantes de cor, e por isso mais decorativos, grandes, da Flor-da-Rosa, Viana e algures.».
Segue-se a descrição da chaminé: «No Alentejo, a chaminé assenta logo sôbre a parede-mestra, e é-lhe perpendicular ou, o que é mais freqüente, paralela ou continuando-a. Lá para cima é de ordinário branca, e o mesmo acontece no Sul, onde a cal abunda e toda a casa vibra na brancura intensa, que lhe dá. No entanto, no Alentejo, onde o tijolo quási exclue a pedra na alvenaria, fazem-se combinações decorativas com êsse tijolo, prática inconsciente da decoração arquitectónica moderna, que consiste em obter efeitos ornamentais do emprêgo dos mesmos materiais da construção; pintam-se também elementos da decorativa popular nas faces da chaminé, com combinação de azul, vermelho e amarelo, em maior ou menor fantasia de desenho (estrêlas, círculos, meias-luas, cadeias, o signo-saimão, etc., a que não falta a data em caracteres bem visíveis e legíveis e às vezes as iniciais do artista («alvanéo»).».
O conceito do monte conheceu várias alterações ao longo da história, acompanhando as mudanças económicas e sociais que atingiram a região do Alentejo, principalmente a partir do século XIX, com a implementação das grandes herdades de produção cerealífera. Assim, ganharam novas funções como os núcleos das grandes herdades, funções que levaram a modificações na sua estrutura, como o aumento no número de edifícios, e a instalação de torreões.

## Preservação
Os montes alentejanos ganharam assim um grande significado como parte do património histórico do Alentejo, sendo um testemunho das várias alterações sociais e económicas pelas quais passou a região, além de constituírem importantes marcos na paisagem.
No século XXI, alguns dos antigos montes passaram a ter novas funções, principalmente como unidades turísticas, tendo vários sido igualmente preservados como núcleos museológicos, como sucedeu por exemplo com a Casa Museu Manuel Chainho, em Grândola, o Núcleo Museológico Agro-florestal da Barroca, no concelho de Mora, e o Núcleo Etnográfico do Monte das Oliveiras, no concelho de Castro Verde.